# همسایه جهنمی ۲
همسایه‌هایی از جهنم ۲(به انگلیسی: Neighbors from Hell 2) یک بازی استراتژیک برای مایکروسافت ویندوز است. که در سال ۲۰۰۴ منتشر شده‌است. داستان این بازی در ادامه همسایه‌هایی از جهنم است، با این قسمت که آقای همسایه این بار به مسافرت می‌رود و شخصیت اصلی (وودی) برای آزار وی او را تعقیب می‌کند. این بازی سه شخصیت اضافه نیز نسبت به نسخه اولیه بازی دارد، که شامل مادر و همسفر همسایه و پسر همسفر هستند.

## خلاصه داستان
آقای روتوایلر که از شوخی‌های وودی خسته شده بود، به همراه مادرش برای تعطیلات به سفری دور دنیا رفت. اما نمی‌دانست که به ستاره فصل جدید برنامه طنزی به نام خودش تبدیل شده است - فرصتی دیگر برای وودی تا شیطنت‌هایش را ادامه دهد. در پایان، کشتی‌ای که با آن سفر می‌کردند با یک کوه یخ برخورد کرد و غرق شد، اما روتوایلر توانست خود را نجات دهد. او با یک قایق نجات به ساحل رسید، در حالی که نمی‌دانست وودی هم مخفیانه همراه او و مادرش است.